# Обсерватория Санглок
Обсерватория Санглох (тадж. Расадхонаи Санглох) — астрономическая обсерватория, которая была построена в 1980 году на горе Санглох, Дангаринский район, Таджикистан в 90 км Ю-В. Душанбе. Является частью Института астрофизики Академии Наук Республики Таджикистан.

## История обсерватории
Наблюдения под руководством О. П. Васильяновской показали, что по спокойствию атмосферы Санглох лучшее место в СССР (30 % времени FWHM=0.3"). С 1957 года и до 1980 года на Саглохе работала постоянная горная станция отдела переменных звезд. Обсерватория проектировалась под руководством Добровольского Олега Васильевича. Начато строительство было в 1977 году, в 1980 году — завершено. В 90-х годах XX века купол Цейса-1000 подвергался обстрелу, пульт управления 1-м телескопом был разбит, а на главном зеркале Ц-600 есть отсколы — результат мародерства населения во время поиска цветных металлов.

## Инструменты обсерватории
- 1-м RCC (Риччи-Кретьена-Куде) (D=1 м, F=13м) (производство: К. Цейс) (1980г) — в данный момент не в рабочем состоянии, рассматриваются варианты восстановления силами ISON
- Светосильная камера Шмидта (110/150) или Шмидта-Кассегрена камера (возможно, что это только часть 1-м телескопа)
- Цейс-600 (завезен на гору в конце 80-х) — в октябре 2009 был восстановлен совместными усилиями сотрудников Института астрофизики АН РТ и команды ISON.
- 19-см f/1,5 рефлектор Genon 300/1.5 (VT-78) — обзорные наблюдения ИСЗ и космического мусора (ISON)

## Направления исследований
- Наблюдение и исследование метеорных потоков, болидов на камерах типа «рыбий глаз»
- Наблюдения ИСЗ
- Исследование комет и астероидов
- Наблюдения нестационарных звезд (переменных звезд) — в целом
- Комплексные фотометрические, поляриметрические и спектральные исследования газо-пылевых оболочек нестационарных звезд типа Т-Тельца
- Наблюдение и исследование предельно слабых переменных звезд, членов Т-ассоциаций Галактики и цефеид М31
- Исследование структуры близких галактик и комплексов звездообразования в них
- Исследование оптической переменности галактик и квазаров и пекулярных галактических объектов (типа SS433).

## Основные достижения
- Разработка и активное участие в международной программе исследования кометы Галлея и её метеорных потоков (IHW и СОПРОГ) (с сентября 1984 г. на 1-м телескопе велось регулярное наблюдение и фотографирование кометы Галлея)[1].
- Комплексные фотометрические, поляриметрические и спектроскопические исследования газовых и пылевых оболочек молодых переменных звезд, определение магнитных полей у звезд типа Т-Тельца по поляриметрическим наблюдениям их излучения, поверхностных свойств астероидов.